# Stena Alegra
Die Stena Alegra ist ein Schiff der schwedischen Stena Line, welches zurzeit in Neuseeland als Kaiarahi in Dienst ist.

## Geschichte
Das Schiff wurde im März 1996 bei der spanischen Werft Astilleros Espanoles, Factoria de Sevilla, bestellt. Die Kiellegung erfolgte am 15. April 1997, der Stapellauf im Februar 1998. Das Schiff wurde im September 1998 abgeliefert und kam als Typschiff der Racehorse-Klasse als Dawn Merchant in Fahrt. Es wurde zunächst von der türkischen Reederei UND RoRo im Mittelmeer zwischen Istanbul und Triest eingesetzt. Von 1999 bis 2005 war das Schiff für verschiedene Reedereien in der Irischen See und im Ärmelkanal im Einsatz.
Ab Ende 2005 sollte das im November des Jahres in Europax Appia umbenannte Schiff von einer italienischen Reederei wieder im Mittelmeer eingesetzt werden. Dieser Einsatz kam nicht zustande. 2006 wurde das Schiff in Pau Casals umbenannt und bis November 2008 auf verschiedenen Strecken im westlichen Mittelmeer eingesetzt. Anschließend wurde es an die litauische Reederei Terrabalt verchartert, die das Schiff bis Anfang 2009 als Ave Luebeck einsetzte. Danach wurde es als T Rex wieder im Mittelmeer eingesetzt.
Seit März 2010 wurde das Schiff zunächst von Norfolkline wieder in der Irischen See und seit Mai des Jahres von LD Lines als Norman Trader im Ärmelkanal eingesetzt. 2011 folgen Einsätze für P&O Ferries und Stena Line zwischen Irland und dem Vereinigten Königreich. Anfang Juli 2011 wurde das Schiff vor Falmouth aufgelegt.
Im Mai 2013 wurde das Schiff verkauft und kam anschließend als Stena Alegra für die Stena Line wieder in Fahrt. Im September wurde das Schiff wegen starker Sicherheitsmängel in Gdynia festgesetzt. Am 28. Oktober 2013 lief das Schiff vor Karlskrona in Folge des Orkans Christian auf Grund. Die Stena Alegra wurde anschließend von der Stena Baltica abgelöst und in Gdynia aufgelegt.
Ende November 2013 gab die neuseeländische Reederei Interislander bekannt, die Stena Alegra zu chartern, um den Betrieb in der Cookstreet zwischen Wellington und Picton während der Reparatur der Aratere aufrechtzuerhalten. Die Stena Alegra nahm ihren Dienst Mitte Januar 2014 in Neuseeland auf. Der Charter wurde am 5. Juli 2014 beendet, Am 6. Juli 2014 nahm das Schiff Kurs auf Singapur.
Seit August 2015 chartert KiwiRail das Schiff für mindestens fünf Jahre und ersetzt damit die über 30 Jahre alte Arahura. Dafür wurde sie bereits im Juli 2015 in Kaiarahi umbenannt.

## Technische Daten und Ausstattung
Das Schiff wird von vier Wärtsilä-Dieselmotoren (Typ 9L38) mit einer Leistung von insgesamt 23760 kW angetrieben. Die Motoren wirken auf zwei Verstellpropeller und beschleunigen das Schiff auf bis zu 24 kn.
Das Schiff verfügt über 1.950 Spurmeter für rollende Ladungen (z. B. Fahrzeuge und Trailer). Die Höhe unter Deck beträgt 5,20 Meter. Für Passagiere stehen 57 Doppelkabinen zur Verfügung.